# 覃應元
覃應元（1528年—1588年），字德芳，號月窻，山西行都司馬邑守禦千戶所（今山西朔县）人，軍籍，明朝政治人物。

## 生平
嘉靖三十七年（1558年）戊午科山西鄉試第二十五名舉人。嘉靖四十四年（1565年）中式乙丑科會試第二百二十一名，三甲第六十八名進士。吏部观政，本年六月授历城知县，隆慶二年（1568年）六月升南刑部主事，五年二月升户部员外郎，三月升兵部郎中，六年十月升河南知府，萬曆四年（1576年）改承天知府，五年正月升四川副使，十二月调陕西，备兵延绥，八年正月考察调简，十二年十月復除湖广长沙兵备副使，升陕西苑马寺卿兼佥事，十六年正月被巡抚王璇弹劾其衰庸而令致仕，九月卒于家，年六十一。

## 家族
原籍湖廣黄冈祁门里人，明朝有貴隆者徙居馬邑。曾祖覃榮；祖父覃表；父覃環，累赠兵部郎中。嫡母劉氏，贈宜人；生母曹氏，累赠宜人。